# Lignan-de-Bordeaux
Lignan-de-Bordeaux è un comune francese di 713 abitanti situato nel dipartimento della Gironda nella regione della Nuova Aquitania.

## Società

### Evoluzione demografica
Abitanti censiti